# Gandan Norovlin

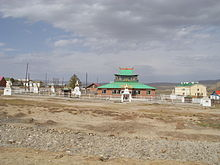
Phía trước tu viện

Tu viện Gandan Norovlin (tiếng Mông Cổ: Гандан норовлин хийд, Gandan Norovlin Khiid) là một tu viện Phật giáo Tây Tạng tại sum Khujirt, tỉnh Övörkhangai, Mông Cổ.

## Lịch sử
Vào năm 1828, một tu viện mang tên Revü gejee gandan norovlin. Năm 1937, tu viện này đã bị phá hủy theo lệnh Khorloogiin Choibalsan trong cuộc đàn áp tôn giáo, và nhiều Lạt ma bị giết, nhưng sau khi chính phủ cộng sản tại Mông Cổ sụp đổ, nó được phục dựng. Đến tháng 9 năm 2011, nó được đổi tên thành Gandan Norovlin như ngày nay.